# Аббон Лиможский
Аббон (фр. Abbon; VI—VII века) — работавший в Лиможе франкский ювелир и минцмейстер.

## Биография
Аббон упоминается как придворный ювелир королей Хлотаря II и Дагоберта I, правивших Франкским государством на рубеже VI и VII веков. В восприятии своих современников Аббон был самым известным из мастеров того времени. Одним из его учеников был Элигий, будущий святой.
Вероятно, Аббон тождественен с одноимённым минцмейстером, от которого сохранилось несколько отчеканенных в Лиможе монет, содержащих оттиск личного клейма их изготовителя. Также именем Аббона клеймёны и несколько дошедших до нашего времени монет, сделанных в Шалон-сюр-Соне. Возможно, что Аббон мог в 600-х—630-х годах работать в обоих этих городах по очереди.
В ходе археологических работ в Британии в так называемой Куэрдельской сокровищнице также были обнаружены несколько монет с именем Аббона. По одному предположению, Аббон мог сопровождать Авустина Кентерберийского в его поездке в Кент в 596 году и отчеканить там найденные монеты. По другой версии, эти монеты являются англосаксонской имитацией широко распространённых в Раннее средневековье франкских монет.